# هوپر اچلی
هوپر اَچلی (انگلیسی: Hooper Atchley؛ ‏ ۳۰ آوریل ۱۸۸۷ – ۱۷ نوامبر ۱۹۴۳) بازیگر اهل ایالات متحده آمریکا بود.
از فیلم‌ها یا برنامه‌های تلویزیونی که وی در آن نقش داشته‌است، می‌توان به مبارزه برای عدالت، راه گریزی ندارم، روح غرب، بلاندی، ملکه کریستینا، و طلا اشاره کرد.